# Adolfo Zaldívar

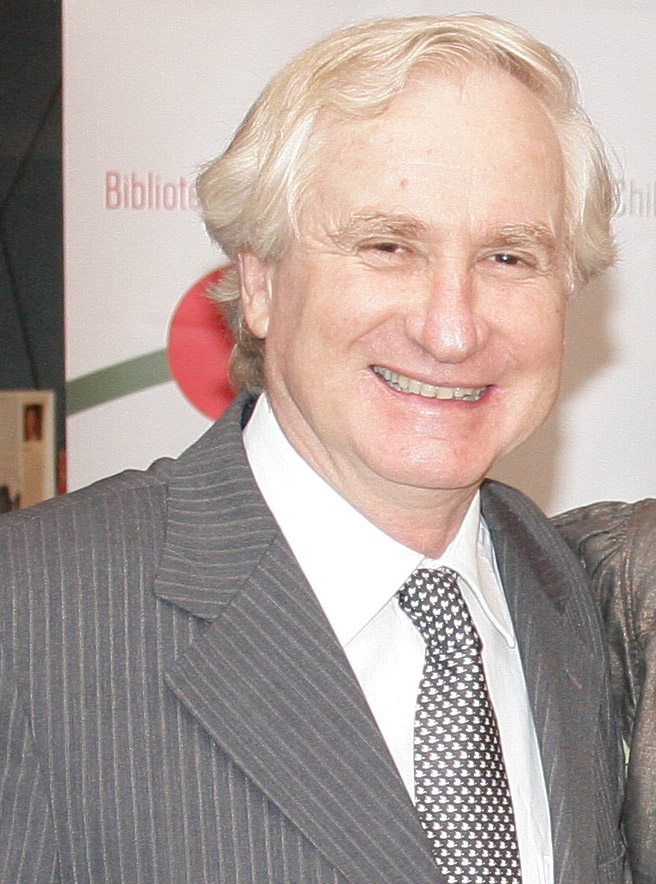
Adolfo Zaldívar 2009

Miguel Adolfo Zaldívar Larraín (* 13. September 1943 in Santiago de Chile; † 27. Februar 2013 ebenda) war ein chilenischer Anwalt, Diplomat und Politiker der Partido Demócrata Cristiano de Chile (PDC) und der Partido Regionalista de los Independientes (PRI). Von 1994 und 2010 vertrat er die Región de Aysén für zwei Amtszeiten im Senat von Chile, dessen Präsident er zwischen März 2008 und März 2009 war. Von Juni 2010 bis zu seinem Tod fungierte er als Botschafter in Argentinien.

## Familie
Zaldívar wurde als siebter Sohn von Alberto Zaldívar Errázuriz und Josefina Larraín Tejeda geboren. Er entstammte einer Familie, deren Mitglieder zur politischen Elite Chiles gehören. Sein Bruder Andrés Zaldívar war langjähriger Senator und 2006 kurzzeitig Innenminister Chiles, sein Bruder Alberto Zaldívar gehörte dem Abgeordnetenhaus an. Seine Tochter Maria José Zaldívar ist seit Oktober 2019 Arbeitsministerin im zweiten Kabinett von Präsident Sebastián Piñera.
Zaldívar war mit María Alicia Larraín Chaux verheiratet und hatte acht Kinder.

## Ausbildung und Tätigkeit als Anwalt
Zaldívar besuchte als Schüler zunächst das von den Maristen-Schulbrüdern geführte Instituto de Ercilla Alonso und anschließend das Instituto de Humanidades Luis Campino in Santiago de Chile.
An der Päpstlichen Katholischen Universität von Chile studierte er Rechts-, Politik- und Sozialwissenschaften. Nach Abschluss des Studiums arbeitete er als Anwalt und war Partner in der Kanzlei Irureta, Zaldívar, Briones und Hernández. Während der Militärdiktatur unter Augusto Pinochet vertrat er Opfer des Regimes und war Mitbegründer der chilenischen Menschenrechtskommission. Neben seiner Tätigkeit als Anwalt hatte er einen Lehrstuhl für politisches Recht und Verfassungsrecht an der Universidad de Chile inne.

## Politische Laufbahn

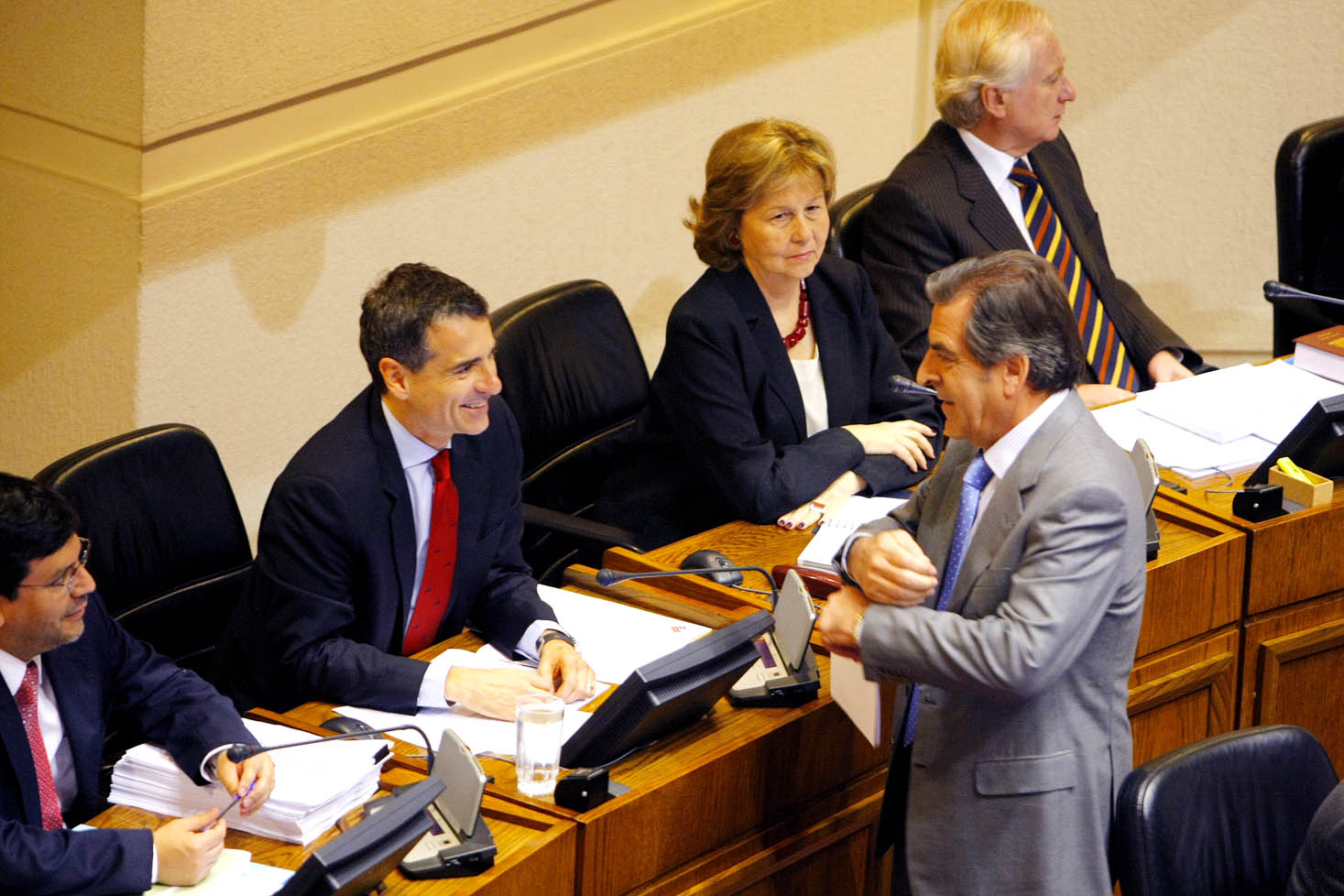
Zaldívar (rechts) während einer Abstimmung im Senat 2009

Zaldívar trat mit vierzehn Jahren der PDC bei, der seine älteren Brüder bereits angehörten. Während seiner Studienzeit war 1965 nationaler Vorsitzender der Hochschulgruppe seiner Partei. Anschließend engagierte er sich in der Jugendorganisation der PDC. In den 1980er Jahren setzte er sich dafür ein, mit der Militärregierung in Verhandlungen einzutreten und auf diesem Wege eine Volksabstimmung über die Wiedereinführung der Demokratie herbeizuführen.
Nachdem bei dem Referendum 1988 eine weitere Amtszeit Pinochets verhindert wurde und stattdessen ein neues Parlament gewählt werden sollte, kandidierte Zaldívar bei den Parlamentswahl 1989 für den Senat. Er trat in der Región de Atacama an, verfehlte jedoch den Einzug in den Senat. An seiner Stelle wurden Ricardo Núñez Muñoz von der Partido por la Democracia und Ignacio Walker von der Renovación Nacional gewählt. Bei der folgenden Parlamentswahl 1993 kandidierte er erneut, dieses Mal in der Región de Aysén. Er erhielt die zweitmeisten Stimmen und wurde zusammen mit Antonio Horvath für eine achtjährige Amtszeit in den Senat gewählt, die im März 1994 begann. Bei der folgenden Parlamentswahl 2001 konnte er sein Mandat verteidigen. 2008 bis 2009 fungierte er für ein Jahr als Präsident des Senats.
Zwischen 2002 und 2006 war Zaldívar Vorsitzender der PDC. Im Vorfeld der Präsidentschaftswahl 2005/2006 erwog er, für das Regierungsbündnis Concertación als Präsidentschaftskandidat anzutreten. Dazu musste er sich zunächst den parteiinternen Vorwahlen stellen. Gegen ihn trat Soledad Alvear an, die in der damaligen Regierung unter Präsident Ricardo Lagos als Außenministerin diente. Sie setzte sich zwar parteiintern gegen Zaldívar durch, bei den Vorwahlen des Regierungsbündnisses scheiterte sie jedoch an der späteren Präsidentin Michelle Bachelet.
2007 kam es zum Bruch mit seiner Partei. Er entwickelte sich zu einem Kritiker des Verkehrsprojektes Transantiago, obwohl dieses Projekt von der Regierungskoalition und damit seiner eigenen Partei mitgetragen wurde. Da er in parlamentarischen Abstimmungen nicht seiner Fraktion folgte, wurde er am 27. Dezember 2007 aus der PDC ausgeschlossen. Er schloss sich daraufhin gemeinsam mit den Abgeordneten Jaime Mulet, Carlos Olivares, Alejandro Sepúlveda, Eduardo Díaz del Río und Pedro Araya Guerrero der Kleinpartei Partido Regionalista de los Independientes (PRI) an. Er war von 2009 bis 2010 Vorsitzender der PRI. Eine geplante Kandidatur für die Präsidentschaftswahl 2009/2010 kam letztlich nicht zustande. Auch für den Senat kandidierte er im gleichen Jahr nicht mehr, so dass er 2010 nach zwei Legislaturperioden aus dieser Kammer ausschied.
2010 ernannte ihn Präsident Sebastián Piñera zum chilenischen Botschafter in Argentinien. Am 27. Februar 2013 starb er an Bauchspeicheldrüsenkrebs in Santiago.